# 天秤座η
天秤座η，又名BD-15 4171，HD 140417、SAO 159466、HR 5848，是天秤座的一颗恒星，视星等为5.41，位于銀經352.52，銀緯30.13，其B1900.0坐标为赤經15h 38m 26.7s，赤緯-15° 30.13′ 15″。